# Red Hot Chilli Pipers
Ne doit pas être confondu avec Red Hot Chili Peppers.
Red Hot Chilli Pipers est un groupe de rock celtique écossais originaire de Glasgow, fondé en 2002, composé de deux batteurs et trois joueurs de Cornemuse. En 2007, ils ont été vainqueurs de l'émission de la BBC When Will I Be Famous? (en). Le nom du groupe vient du groupe de rock américain Red Hot Chili Peppers, avec un calembour.
Le groupe est composé de Stuart Cassells (en), musicien traditionnel de l'année 2005 de BBC Radio Scotland, Steven Graham, deux fois champion du monde de caisse claire. Trois membres du groupe sont diplômés de la Royal Scottish Academy of Music and Drama. On a pu entendre Stuart Cassells à la cornemuse sur One Way Ticket to Hell... and Back de The Darkness et sur la bande originale de Harry Potter et la Coupe de feu.

## Histoire
Depuis sa formation en 2002, le groupe Red Hot Chilli Pipers combine guitare, clavier, percussions et cornemuses dans leur son bagrock, ils mélangent les airs traditionnels de cornemuse et les tubes contemporains. Le groupe est connu pour ses reprises, parmi lesquelles We Will Rock You de Queen, Clocks de Coldplay et Smoke on the Water de Deep Purple.
Les Red Hot Chilli Pipers ont sorti quatre albums, dont le premier en 2005, Red Hot Chilli Pipers a eu le moins de succès. Le deuxième album, Bagrock to the Masses, sorti en 2007, est disque de platine en Écosse et disque d'argent en Grande Bretagne. Le troisième album, Blast Live, sorti en 2008, est leur premier album live, il est trois fois disque de platine en Écosse. Le quatrième album, Music for the Kilted Generation, est numéro 2 aux États-Unis.
En décembre 2012, le groupe a signé un contrat pour un album intitulé Breathe à sortir en 2013 avec de nombreuses reprises de Coldplay, Journey, etc.

## Discographie
- 2005 : The Red Hot Chilli Pipers
- 2007 : Bagrock to the Masses
- 2008 : Blast Live
- 2010 : Music for the Kilted Generation
- 2012 :  Braveheart (CD et DVD live)
- 2013 : Breathe
- 2016 : Octane
- 2019 : Fresh Air
- 2025 : Back to Roots

## Récompenses
- When Will I Be Famous? (en) en 2007
- Scottish Live Act of the Year en 2007 et 2010